# Pierre Ancelin
Pour les articles homonymes, voir Ancelin.
Pierre Ancelin, né le 25 octobre 1934 à Cannes et mort le 19 décembre 2001 à Fontenay-lès-Briis, est un compositeur français.

## Biographie
Il étudie aux conservatoires d'Aix-en-Provence et de Marseille la pédagogie et l'histoire de la musique, puis il suit les cours d'esthétique d'Olivier Messiaen à Paris. Mais il est surtout un autodidacte en composition et en orchestration, même s'il a suivi les conseils d'Ernest Ansermet et de Frank Martin. À partir de 1963, il collabore régulièrement aux Lettres françaises ainsi qu'à diverses revues musicales étrangères. En 1975, il fonde l'UNCM (Union Nationale des Compositeurs de Musique) avec André Jolivet, Daniel-Lesur et Henri Sauguet. Il présidera à cette union jusqu'en 2000. Il est nommé inspecteur général de la musique à la ville de Paris en 1978 par Marcel Landowski. Il y restera vingt-trois et rénovera en profondeur la vie musicale des conservatoires Municipaux. Pierre Ancelin est aussi à l'origine d'autres groupements en faveur de la musique comme l' Union Européenne des Compositeurs (1992) et la Société française de Musique Contemporaine et l' Action Musicale Philip Morris.
« Sans se priver des apports de son temps, Ancelin récuse tout procédé ou système d'écriture. Il a peu à peu découvert son langage, que régit une très libre modalité, et son style, fondé sur le primat de l'expression » écrivait Marc Honegger il y a plus de vingt ans.

## Prix et distinctions
- Prix 1975 Georges Bizet de l'Institut de France (Académie des Beaux-Arts)
- Prix de la Création lyrique de la SACD
- Prix Florent Schmitt
- Prix Paul-Louis Weiller
- Prix Florence Gould
- Pierre Ancelin était Officier des Arts et des Lettres

## Œuvres

### Orchestre
- Symphonies
  - N°1 pour grand orchestre (1961) Éditions Choudens
  - N°2 pour petit orchestre (1963) Éditions Choudens
  - N°3 pour orchestre d'Harmonie  dite Hommage à Mistral. (1976) Éditions Billaudot
  - N°4 pour instruments à vent (1974) Éditions Billaudot
  - N°5 pour violoncelle et orchestre  dite Hommage à Ghirlandejo (1967) Éditions Choudens
  - N°6 pour grand orchestre  dite Iles (1989) Éditions Max Eschig
- Ouverture pour les Archaniens 1972. Éditions Billaudot
- Capriccio, pour cordes (1968) Éditions Billaudot
- Sinfoniette pour cordes (1970) (inédit)

### Opéras
- Le Journal d'un Fou   en un acte et deux tableaux, d'après Gogol - Livret de S. Luncan, création à Genève 1968, Éditions Choudens
- Aliana, en un prologue et deux actes. Livret de P. Belem / P. Ancelin, Création Tourcoing 1981 (inédit)
- Les Ames Mortes, en cinq actes, d'après Gogol - Livret de S. Luncan). 1972-1973 (inédit) ;
- Le Violoneux, farce-opéra. Livret de P. Ancelin (inédit)
- Filius Hominis, opéra-sacré en 10 tableaux. Livret de Raphaël Cluzel, création Rome 1989. Éditions Choudens
- L'Agonie des Aigles, opéra en 14 tableaux, livret de Victor Haïm. 1992 (inédit)

### Musique vocale
- Poèmes de Guerre, pour baryton et orchestre, Textes de Montherlant (1958). Éditions Jobert ;
- Grains de Sable, pour baryton et ensemble instrumental (1970) Inédit, textes de P. Migaux ;
- Missa Brevis,  pour chœur mixte, cuivres, orgue et timbales (1990) Éditions Max Eschig ;
- 5 poèmes de P. Migaux pour voix moyenne et piano. Éditions Fuzeau ;
- Comptines pour voix moyenne et piano. Éditions Fuzeau ;
- Comptines, pour soprano flûte et harpe. Éditions Fuzeau.

### Concertos
- Concerto pour flûte, cordes et piano  Givioso (1970) Éditions Billaudot.
- Concerto pour quatre flûtes, cordes, piano et percussions  (1964) Éditions Billaudot
- Concerto pour hautbois, piano et cordes (1961) Éditions Choudens.
- Concerto pour clarinette, cordes et harpe  (Inédit)
- Concerto pour basson et dix instruments  Éditions Billaudot.

### Musique de chambre
- Sonate pour violoncelle (1963) Éditions Transatlantiques.
- Sonate pour violon et piano (1968) Éditions Billaudot.
- Sonate pour violoncelle et piano (1988) Éditions Max Eschig.
- Dona nobis Pacem, pour violon et orgue (1978) Éditions Billaudot.
- Trio à cordes (Stèle, in memoriam B. Bartok) (1965) Éditions Choudens.
- Ombres et Silhouettes, pour ondes, piano et percussions (1977) Inédit.
- Deux Pièces Brèves, pour quatuor à cordes (1965) Inédit.
- Quatuor à cordes. (1987) Inédit.
- Quatuor pour flûte violon, violoncelle et piano(Jeux d'Eté)(1966) Inédit.
- Très Leys perv Ventadour, pour quintette de cuivres (1980) Éditions Billaudot.
- Lyriques, 3 pièces pour alto et piano (1984) Éditions Billaudot
- Hommage à Lurçat, pour flûte, piano et percussions (Inédit).

### Musique instrumentale
- Chant de déploration, pour trompette et orgue, in memorian André Jolivet. Éditions Billaudot.
- Chants de la vieille Espagne, pour guitare. Éditions Max Eschig.
- Quatre Préludes pour la guitare. Éditions Berben.
- Chants pour Zénon, pour orgue. Éditions Choudens.
- Saxophonie, pour saxophone-alto et piano. Éditions Billaudot.
- Lou Riou, sept pièces pour flûte et piano. Éditions Ouvrières-Heugel (Leduc).
- Daphné, pour flûte et piano. Éditions Billaudot.
- La Naissance de Gargantua, pour basson et piano. Éditions Ouvrières-Heugel (Leduc).
- Chant de l'Oiseau qui n'existe pas, pour flûte seule. Éditions Billaudot.
- Garrigues, pour hautbois et piano. Éditions Ouvrières-Heugel (Leduc).
- Chants de Basse-Bretagne, pour trompette ou trombone et piano. Éditions Ouvrières-Heugel (Leduc).
- Larmento, in memoriam Sauguet, pour violoncelle solo. Éditions Max Eschig.
- Impromptu de Bajolet, pour piano. Éditions Max Eschig.
- Préludes pour piano
- Prélude n°1 Éditions Choudens.
- Prélude n°2 Centre d'Art.